# Orchestre symphonique des jeunes de Joliette
L’Orchestre symphonique des jeunes de Joliette (abrégé OSJJ) est un orchestre symphonique de jeunes de la ville de Joliette, au Québec, fondé et dirigé par le Père Rolland Brunelle en 1971. Son directeur administratif actuel est M. Bernard Ducharme. L'orchestre se divise en trois sous-catégories : les Petits violons Rolland-Brunelle, l'Orchestre symphonique de la Relève et l'Orchestre symphonique des jeunes de Joliette.

## Description

### Les Petits violons Rolland-Brunelle
Les Petits violons Rolland-Brunelle, actuellement dirigés par madame Annie Parent, regroupent les jeunes élèves des professeurs de violon et de violoncelle de la région. Cet ensemble représente, en quelque sorte, la porte d’entrée de l’OSJJ.

### L'Orchestre symphonique de la Relève
L’Orchestre symphonique de la relève, dirigé par monsieur Bernard Ducharme, s’adresse aux jeunes musiciens qui désirent parfaire leur technique musicale et s’initier à la vie d’orchestre. En plus de participer aux concerts saisonniers de l’OSJJ, l’Orchestre symphonique de la Relève présente, depuis 2002, les Matinées symphoniques, une idée originale de Bernard Ducharme. Ces concerts s’adressent aux enfants des écoles primaires de la région et visent à les initier à la musique classique.

### L'Orchestre symphonique des jeunes de Joliette
L’Orchestre symphonique des jeunes de Joliette, dirigé par Renaud Madore et par Charles-Étienne Ménard à titre de chef assistant, réunit des musiciens plus matures et expérimentés. L’appartenance à cet ensemble représente l’aboutissement de leur cheminement en tant que musicien.

## Histoire et tournées
Outre ses concerts saisonniers devant le public lanaudois et ses prestations conjointes avec des organismes culturels locaux (parfois en sous-ensembles), l’OSJJ s’est produit dans plus de 50 villes du Québec et du Canada. L’OSJJ a également fait 5 tournées en France et a participé à trois reprises aux Orchestrades de Brive en 1989, 1997 et 2006. La tournée 2010, en Italie, a notamment mené les musiciens à leur participation au Festival de Florence.
Quant à leur dernière tournée à ce jour, qui s'est déroulée du 9 au 20 juillet 2014, elle les a amené à faire quatre concerts dans des salles et églises des villes tchèques de Prague et Marienbad et de la capitale autrichienne, Vienne. Le concert à Vienne s'est d'ailleurs déroulé dans la somptueuse chapelle du palais Schönbrunn. À deux reprises, pour les concerts en République tchèque, l'orchestre québécois a été jumelé à un orchestre de jeunes Praguois. Le directeur musical de l'OSJJ, lors de la tournée européenne de 2014, était M. Georges-Étienne d'Entremont.

## Enregistrements
L’OSJJ a produit un premier disque compact multimédia en 1998 (Mosaïque). L’OSJJ a aussi produit un disque compact (Noël) avec la participation du Chœur Notre-Dame-du-Portage et du Musi-Chœur de Rawdon.